# Windsor, Colorado
Windsor là một thành phố thuộc quận Larimer và Weld, tiểu bang Colorado, Hoa Kỳ. Thành phố có diện tích km², dân số thời điểm năm 2000 theo ước tính của Cục điều tra dân số Hoa Kỳ là 14.874 người2
.